# Seleção de Taipé Chinês de Futebol
A Seleção de Taipé Chinês de Futebol representa a República da China (também conhecida como Formosa ou Taiwan) nas competições de futebol da FIFA e da AFC, mas devido à pressão política da República Popular da China, não pode utilizar o nome oficial do país. Taipé Chinês é a designação utilizada pela FIFA para evitar conflitos políticos com o governo chinês (cujo país é representado pela Seleção Chinesa de Futebol), que não se opõe à participação de Taiwan contanto que não use sua identidade própria em eventos esportivos, políticos e econômicos; exigindo que fique claro que ainda considera o território como parte do país.

## História conturbada

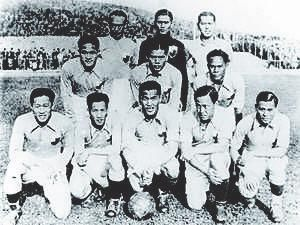
Seleção olímpica chinesa de futebol que disputou os Jogos Olímpicos de 1936.

Apesar da prosperidade econômica, desenvolver o futebol em um país que ainda luta pelo reconhecimento de sua identidade nacional tornou as coisas mais difíceis. A própria história da seleção nacional de futebol também faz parte dos problemas diplomáticos com a China. Em 1924, foi fundada a Associação Chinesa de Futebol, sob o antigo regime nacionalista. Entretanto, com a guerra civil que levou os comunistas ao poder, a federação se mudou para Taipé. O surgimento de uma nova entidade na China continental não impediu que a antiga mantivesse o nome original, afiliando-se à FIFA em 1954 como representante do país. Um ano depois, ajudou a fundar a Confederação Asiática de Futebol.
Entretanto, a associação de futebol criada pela República Popular da China passou a reivindicar o direito de representar o país no futebol, e começaram os desentendimentos. Em 1973, a Associação de Futebol da República da China foi expulsa da AFC e passou a jogar pela OFC, de onde também seria excluída posteriormente. O problema só foi resolvido quando a FIFA decidiu rebatizá-la de Associação de Futebol de Taipé Chinês.

## Passado, presente e perspectivas futuras
Os anos 50 e 60 foram os mais badalados para o futebol de Taipé, quando o futebol no continente era pouco popular e Taipé ainda se considerava a verdadeira seleção chinesa. Conquistou duas vezes o título dos Jogos Asiáticos e disputou as Olimpíadas de Roma, em 1960. Na Copa da Ásia do mesmo ano, realizada na Coréia do Sul, terminou em terceiro lugar.
Apesar de apresentar um início promissor, o futebol em Taipé não resistiu à instabilidade política. Com a expulsão da AFC na década de 70, a federação perdeu anos lutando para entrar em campo. E quando conseguiu, o nível do esporte nos países vizinhos já havia evoluído muito.
Ao menos, esforços têm sido feitos para melhorar o quadro: após a primeira participação nas Eliminatórias, em 1982, e embora os esportes preferidos da ilha sejam Basquetebol e Beisebol, o interesse popular pelo futebol aumentou e uma liga foi fundada em 1983. Até hoje, o campeonato nacional é semi-amador, mas foi reestruturado em 2004 e recebeu patrocínio. Os resultados, ainda que tímidos, começaram a aparecer: antes constante saco de pancadas, começa a vencer algumas partidas qualificatórias.
Há esperança de que novos investimentos para o futebol possam surgir, devido à abertura político-econômica que levou o país ao status de novo tigre asiático.

## Desempenho em Copas do Mundo
- 1930 a 1938: Não se inscreveu. Era parte do território japonês.
- 1950: Não se inscreveu.
- 1954 a 1958: Desistiu.
- 1962 a 1974: Não se inscreveu.
- 1978 a 2022: Não se classificou.

## Desempenho em Copas da Ásia
- 1956: Não se classificou
- 1960: 3º lugar
- 1964: Desistiu
- 1968: 4º lugar
- 1972: Desistiu
- 1976: Inscrição negada
- 1980 a 1988: Não se inscreveu
- 1992 a 2023: Não se classificou

## Recordes
- Atualizado até 19 de junho de 2023[3]

Jogadores em negrito ainda em atividade pela Seleção de Taipé Chinês.
| #  | Jogador         | Partidas | Gols | Em atividade  |
| -- | --------------- | -------- | ---- | ------------- |
| 1  | Chen Po-liang   | 81       | 25   | 2006–         |
| 2  | Chen Yi-wei     | 61       | 3    | 2006–2019     |
| 3  | Wu Chun-ching   | 63       | 12   | 2010–         |
| 4  | Chen Ting-yang  | 58       | 4    | 2013–presente |
| 5  | Chen Hao-wei    | 50       | 8    | 2011–         |
| 6  | Wen Chih-hao    | 50       | 4    | 2012–         |
| 7  | Tsai Hsien-tang | 43       | 2    | 2000–2012     |
| 8  | Lo Chih-en      | 40       | 9    | 2007–2015     |
| 8  | Lin Chang-lun   | 40       | 2    | 2012–         |
| 10 | Lu Kun-chi      | 38       | 0    | 2004–2016     |

| # | Jogador        | Gols | Partidas | Média por jogo | Em atividade |
| - | -------------- | ---- | -------- | -------------- | ------------ |
| 1 | Chen Po-liang  | 25   | 81       | 0.31           | 2006–        |
| 2 | Wu Chun-ching  | 12   | 63       | 0.19           | 2010–        |
| 3 | Chang Han      | 10   | 27       | 0.37           | 2008–2012    |
| 4 | Lo Chih-an     | 9    | 37       | 0.24           | 2007–2012    |
| 4 | Lo Chih-en     | 9    | 40       | 0.23           | 2007–2015    |
| 6 | Huang Wei-yi   | 8    | 18       | 0.44           | 2004–2010    |
| 6 | Chen Hao-wei   | 8    | 50       | 0.16           | 2011–        |
| 8 | Lin Chien-hsun | 7    | 12       | 0.58           | 2013–2017    |
| 9 | Huang Che-ming | 6    | 24       | 0.25           | 1996–2004    |
| 9 | Chiang Shih-lu | 6    | 26       | 0.23           | 2003–2011    |
| 9 | Onur Dogan     | 6    | 27       | 0.22           | 2014–        |

## Treinadores
| - / Ngan Shing-kwan (1936) - / Lee Wai Tong (1954–1958) - / Ho Ying Fun (1966) - / Pau King Yin (1966) - / Hsu King Shing (1967) - / Pau King Yin (1968) - / Pau King Yin (1971) - / Law Pak (1977–1981) - Chiang Chia (1981–1985) - Lo Chih-Tsung (1985–1988) - Huang Jen-Cheng (1988–1993) | - Chiang Mu-Tsai (1994–2000) - Huang Jen-Cheng (2000–2001) - Lee Po-Houng (2001–2005) - Edson "Dido" Silva (2005) - Toshiaki Imai (2005–2007) - Chen Sing-An (2008–2009) - Lo Chih-Tsung (2009–2011) - Lee Tae-ho (2011) - Chen Kuei-Jen (2012, interino) - Chiang Mu-Tsai (2012) - Chen Kuei-Jen (2013–2016) | - Toshiaki Imai (2016) - Kazuo Kuroda (2016–2017) - Reiji Hirata (2017) - Gary White (2018) - Vom Ca-Nhum (2019) - Louis Lancaster (2019) - Vom Ca-Nhum (2020–2021) - Yeh Hsien-chung (2021) - Yak Shin-feng (2022) - Yeh Hsien-chung (2022–2023) - Gary White (2023–) |